# جائزة إسبانيا الكبرى 1994
جائزة إسبانيا الكبرى 1994 هو سباق فورمولا 1 أقيم بتاريخ 29 مايو 1994 في حلبة دي كاتلونيا، برشلونة، إسبانيا. كان الخامس من أصل 16 في بطولة العالم لسباقات الفورمولا واحد موسم 1994. حلّ البريطاني دايمون هيل أولا بينما جاء الألماني مايكل شوماخر في المركز الثاني وحصل على المركز الثالث البريطاني مارك بلونديل.
تعد هذه البطولة أول ظهور للسائق الإسكتلندي ديفيد كولتهارد ليحل محل آيرتون سينا.

## الترتيب النهائي
| الترتيب | السائق        | النقاط |
| ------- | ------------- | ------ |
| 1       | مايكل شوماخر  | 46     |
| 2       | دامون هيل     | 17     |
| 3       | غيرهارد بيرغر | 10     |
| 4       | جان إليزي     | 9      |
| 5       | روبنز باركيلو | 7      |
| المصدر: |               |        |